# Dirka po Italiji 1952
Dirka po Italiji 1952 (italijansko Giro d'Italia 1952) je 35. izvedba dirke po Italiji, tritedenske moške cestne kolesarske etapne dirke. Začela se je 17. maja v Milanu in končala 8. junija v Milanu. Sodelovalo je 112 kolesarjev iz 16-ih ekip. Rožnato majico je četrtič osvojil Fausto Coppi (Bianchi–Pirelli), drugo mesto Fiorenzo Magni (Ganna–Ursus), tretje pa Ferdinand Kübler (Fiorelli).

## Ekipe
- Arbos
- Atala
- Bartali
- Benotto
- Bianchi–Pirelli
- Bottecchia
- Fiorelli
- Fréjus
- Ganna–Ursus
- Garin
- Girardengo
- Ganna–Ursus
- Legnano
- Nilux
- Torpado
- Welter

## Etape
| Etapa | Datum    | Štart/Cilj                  | Razdalja    | Tip         | Tip                  | Zmagovalec                |             |
| ----- | -------- | --------------------------- | ----------- | ----------- | -------------------- | ------------------------- | ----------- |
| 1     | 17. maj  | Milano – Bologna            | 217 km      |             | ravninska etapa      | Giorgio Albani (ITA)      |             |
| 2     | 18. maj  | Bologna – Montecatini Terme | 197 km      |             | ravninska etapa      | Angelo Conterno (ITA)     |             |
| 3     | 19. maj  | Montecatini Terme – Siena   | 205 km      |             | ravninska etapa      | Antonio Bevilacqua (ITA)  |             |
| 4     | 20. maj  | Siena – Rim                 | 250 km      |             | ravninska etapa      | Désiré Keteleer (BEL)     |             |
|       | 21. maj  | dan počitka                 | dan počitka | dan počitka | dan počitka          | dan počitka               | dan počitka |
| 5     | 22. maj  | Rim – Rocca di Papa         | 35 km       |             | posamični kronometer | Fausto Coppi (ITA)        |             |
| 6     | 23. maj  | Rim – Neapelj               | 23 km       |             | ravninska etapa      | Rik Van Steenbergen (BEL) |             |
| 7     | 24. maj  | Neapelj – Roccaraso         | 140 km      |             | ravninska etapa      | Giorgio Albani (ITA)      |             |
| 8     | 25. maj  | Roccaraso – Ancona          | 224 km      |             | ravninska etapa      | Rino Benedetti (ITA)      |             |
| 9     | 26. maj  | Ancona – Riccione           | 250 km      |             | ravninska etapa      | Rik Van Steenbergen (BEL) |             |
| 10    | 27. maj  | Riccione – Benetke          | 285 km      |             | ravninska etapa      | Rik Van Steenbergen (BEL) |             |
|       | 28. maj  | dan počitka                 | dan počitka | dan počitka | dan počitka          | dan počitka               | dan počitka |
| 11    | 29. maj  | Benetke – Bolzano           | 276 km      |             | ravninska etapa      | Fausto Coppi (ITA)        |             |
| 12    | 30. maj  | Bolzano – Bergamo           | 226 km      |             | ravninska etapa      | Oreste Conte (ITA)        |             |
| 13    | 31. maj  | Bergamo – Como              | 143 km      |             | ravninska etapa      | Alfredo Pasotti (ITA)     |             |
| 14    | 1. junij | Erba – Como                 | 65 km       |             | posamični kronometer | Fausto Coppi (ITA)        |             |
| 15    | 2. junij | Como – Genova               | 247 km      |             | ravninska etapa      | Giuseppe Minardi (ITA)    |             |
| 16    | 3. junij | Genova – Sanremo            | 141 km      |             | ravninska etapa      | Annibale Brasola (ITA)    |             |
|       | 4. junij | dan počitka                 | dan počitka | dan počitka | dan počitka          | dan počitka               | dan počitka |
| 17    | 5. junij | Sanremo – Cuneo             | 190 km      |             | ravninska etapa      | Nino Defilippis (ITA)     |             |
| 18    | 6. junij | Cuneo – Saint-Vincent       | 190 km      |             | ravninska etapa      | Pasquale Fornara (ITA)    |             |
| 19    | 7. junij | Saint-Vincent – Verbania    | 298 km      |             | ravninska etapa      | Fritz Schär (SUI)         |             |
| 20    | 8. junij | Verbania – Milano           | 147 km      |             | ravninska etapa      | Antonio Bevilacqua (ITA)  |             |
|       | Skupaj   | Skupaj                      | 3964 km     | 3964 km     | 3964 km              | 3964 km                   | 3964 km     |

## Razvrstitev po klasifikacijah
| Etapa  | Zmagovalec          | Rožnata majica · | Najboljši tuji kolesar ·        | Najboljši neodvisni kolesar ·      | Gorski seštevek                   | Ekipno          |
| ------ | ------------------- | ---------------- | ------------------------------- | ---------------------------------- | --------------------------------- | --------------- |
| 1      | Giorgio Albani      | Giorgio Albani   | Rik Van Steenbergen             | ?                                  | brez                              | ?               |
| 2      | Angelo Conterno     | Angelo Conterno  | Raphaël Géminiani in Alex Close | ?                                  | Raphaël Géminiani                 | ?               |
| 3      | Antonio Bevilacqua  | Nino Defilippis  | Raphaël Géminiani in Alex Close | ?                                  | Raphaël Géminiani                 | ?               |
| 4      | Désiré Keteleer     | Nino Defilippis  | Raphaël Géminiani in Alex Close | Donato Zampini in Giacomo Zampieri | Raphaël Géminiani                 | ?               |
| 5      | Fausto Coppi        | Giancarlo Astrua | Raphaël Géminiani               | Donato Zampini                     | Raphaël Géminiani                 | ?               |
| 6      | Rik Van Steenbergen | Giancarlo Astrua | Raphaël Géminiani               | Giacomo Zampieri                   | Raphaël Géminiani                 | Bianchi–Pirelli |
| 7      | Giorgio Albani      | Giancarlo Astrua | Raphaël Géminiani               | Giacomo Zampieri                   | Raphaël Géminiani                 | ?               |
| 8      | Rino Benedetti      | Giancarlo Astrua | Raphaël Géminiani               | Giacomo Zampieri                   | Raphaël Géminiani                 | ?               |
| 9      | Rik Van Steenbergen | Giancarlo Astrua | Raphaël Géminiani               | Giacomo Zampieri                   | Raphaël Géminiani                 | ?               |
| 10     | Rik Van Steenbergen | Fausto Coppi     | Ferdinand Kübler                | Giacomo Zampieri                   | Raphaël Géminiani                 | ?               |
| 11     | Fausto Coppi        | Fausto Coppi     | Ferdinand Kübler                | Donato Zampini                     | Fausto Coppi                      | ?               |
| 12     | Oreste Conte        | Fausto Coppi     | Ferdinand Kübler                | Donato Zampini                     | Fausto Coppi                      | ?               |
| 13     | Alfredo Pasotti     | Fausto Coppi     | Ferdinand Kübler                | Donato Zampini                     | Fausto Coppi                      | ?               |
| 14     | Fausto Coppi        | Fausto Coppi     | Ferdinand Kübler                | Donato Zampini                     | Fausto Coppi                      | ?               |
| 15     | Giuseppe Minardi    | Fausto Coppi     | Ferdinand Kübler                | Donato Zampini                     | Fausto Coppi                      | ?               |
| 16     | Annibale Brasola    | Fausto Coppi     | Ferdinand Kübler                | Donato Zampini                     | Fausto Coppi                      | ?               |
| 17     | Nino Defilippis     | Fausto Coppi     | Ferdinand Kübler                | Donato Zampini                     | Fausto Coppi in Raphaël Géminiani | ?               |
| 18     | Pasquale Fornara    | Fausto Coppi     | Ferdinand Kübler                | Donato Zampini                     | Fausto Coppi in Raphaël Géminiani | ?               |
| 19     | Fritz Schär         | Fausto Coppi     | Ferdinand Kübler                | Donato Zampini                     | Raphaël Géminiani                 | ?               |
| 20     | Antonio Bevilacqua  | Fausto Coppi     | Ferdinand Kübler                | Donato Zampini                     | Raphaël Géminiani                 | Bianchi–Pirelli |
| Skupaj | Skupaj              | Fausto Coppi     | Ferdinand Kübler                | Donato Zampini                     | Raphaël Géminiani                 | Bianchi–Pirelli |

## Končna razvrstitev
| Legenda | Legenda                                  | Legenda | Legenda                                                   |
| ------- | ---------------------------------------- | ------- | --------------------------------------------------------- |
|         | Predstavlja vodilnega v skupnem seštevku |         | Predstavlja vodilnega v razvrstitvi neodvisnih kolesarjev |

### Rožnata majica
| Poz. | Kolesar                 | Ekipa           | Čas          |
| ---- | ----------------------- | --------------- | ------------ |
| 1    | Fausto Coppi (ITA)      | Bianchi–Pirelli | 114h 36' 43" |
| 2    | Fiorenzo Magni (ITA)    | Ganna–Ursus     | + 9' 18"     |
| 3    | Ferdinand Kübler (SUI)  | Fiorelli        | + 9' 24"     |
| 4    | Donato Zampini (ITA)    | Benotto         | + 10' 29"    |
| 5    | Gino Bartali (ITA)      | Bartali         | + 10' 33"    |
| 6    | Stan Ockers (BEL)       | Girardengo      | + 10'58"     |
| 7    | Giancarlo Astrua (ITA)  | Atala           | + 14' 30"    |
| 8    | Hugo Koblet (SUI)       | Guerra–Ursus    | + 14' 38"    |
| 9    | Raphaël Géminiani (FRA) | Bianchi–Pirelli | + 16' 44"    |
| 10   | Giorgio Albani (ITA)    | Legnano         | + 18' 14"    |

### Neodvisni kolesarji
| Poz. | Kolesar                 | Čas          |
| ---- | ----------------------- | ------------ |
| 1    | Donato Zampini (ITA)    | 114h 47' 12" |
| 2    | Giacomo Zampieri (ITA)  | + 8' 23"     |
| 3    | Giovanni Roma (ITA)     | + 13' 28"    |
| 4    | Vittorio Rossello (ITA) | + 14' 00"    |
| 5    | Arrigo Padovan (ITA)    | + 15' 28"    |
| 6    | Elio Brasola (ITA)      | + 17' 33"    |
| 7    | Nino Defilippis (ITA)   | + 22' 08"    |
| 8    | Carlo Clerici (SUI)     | + 25' 00"    |

### Gorski seštevek
| Poz. | Kolesar                 | Ekipa           | Točke |
| ---- | ----------------------- | --------------- | ----- |
| 1    | Raphaël Géminiani (FRA) | Bianchi–Pirelli | 31    |
| 2    | Fausto Coppi (ITA)      | Bianchi–Pirelli | 28    |
| 3    | Gino Bartali (ITA)      | Bartali         | 23    |
| 4    | Giancarlo Astrua (ITA)  | Atala           | 16    |

### Ekipna razvrstitev
| Poz. | Ekipa           | Čas          |
| ---- | --------------- | ------------ |
| 1    | Bianchi–Pirelli | 344h 56' 35" |
| 2    | Bottecchia      | + 4' 25"     |
| 3    | Legnano         | + 11' 24"    |